# Santa Ana (Sonora)

Santa Ana é um município do estado de Sonora, no México.